# Herrnstraße 23 (Mainbernheim)

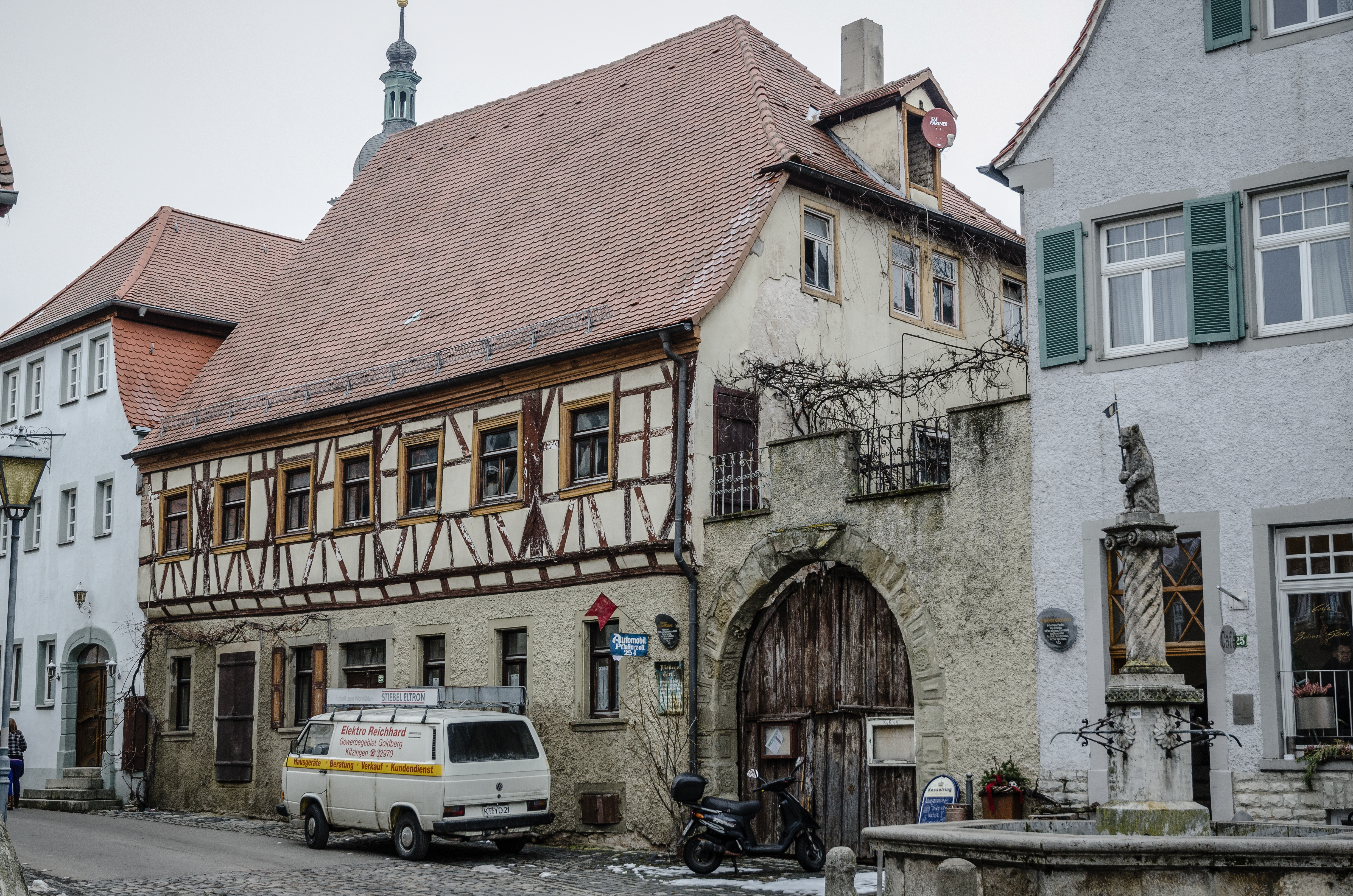
Das Haus Herrnstraße 23

Das Haus Herrnstraße 23 (fälschlicherweise auch Herrenstraße 23, früher Hausnummer 53) ist ein denkmalgeschütztes Gebäude im unterfränkischen Mainbernheim. Das Haus besitzt einen der ältesten Keller im Landkreis Kitzingen und wurde im 19. Jahrhundert das Stammhaus der Süßwaren-Firma Bären-Schmidt.

## Geschichte
Das Haus in der Herrnstraße kann als das älteste der Stadt Mainbernheim und eines der älteren Bürgerhäuser in der näheren Umgebung gelten. Im Keller haben sich Überreste der Vorgängerbauten aus dem 11. bzw. 12. Jahrhundert erhalten. Wahrscheinlich entstand das Anwesen als Gasthof an der Hohen Straße zwischen Frankfurt und Nürnberg, eventuell stand hier auch ein herrschaftliches Vorwerk, was das Alter der Kellerräume erklären könnte.
Ursprünglich bestand ein giebelständiger Bau oberhalb des Hauptkellers. Um 1500 erbaute man das jetzige Vorderhaus, wohl im Zusammenhang mit der Stadterhebung von Mainbernheim. Fortan bildete das Haus Herrnstraße 23 zusammen mit den umstehenden Gebäuden das geografische Zentrum der kleinen Stadt. Bereits um 1600 wurde das Haus verändert. Der heute noch vorhandene Hofzugang entstand und das Haus erhielt einen Anbau.
Im 18. und insbesondere im 19. Jahrhundert nahm man weitere Veränderungen am Gebäude vor. 1863 entstand in den Baulichkeiten die Lebkuchenfabrik Schmidt, der spätere Fruchtgummifabrikant Bären-Schmidt. Nachdem die Fabrikanlagen an den Stadtrand von Mainbernheim umgezogen waren, richtete man im Haus Herrnstraße 23 in den 1920er Jahren ein Kino ein, das allerdings nur kurze Zeit bestand. 1982 wurde die Aufteilung des Hauses verändert und man teilte das Anwesen in zwei Wohneinheiten.

## Beschreibung
Das Haus wird vom Bayerischen Landesamt für Denkmalpflege als Baudenkmal verzeichnet. Daneben wurden untertägige Überreste von Vorgängerbauten als Bodendenkmal eingeordnet. Außerdem ist es Teil des Ensembles Altstadt Mainbernheim. Das Haus präsentiert sich als traufseitiger Satteldachbau mit Halbwalm und einem Fachwerkobergeschoss. Im 17. Jahrhundert ergänzte man außerdem ein kurzes Rückgebäude, ebenso besteht neben dem Hauptbau eine Hofeinfahrt.

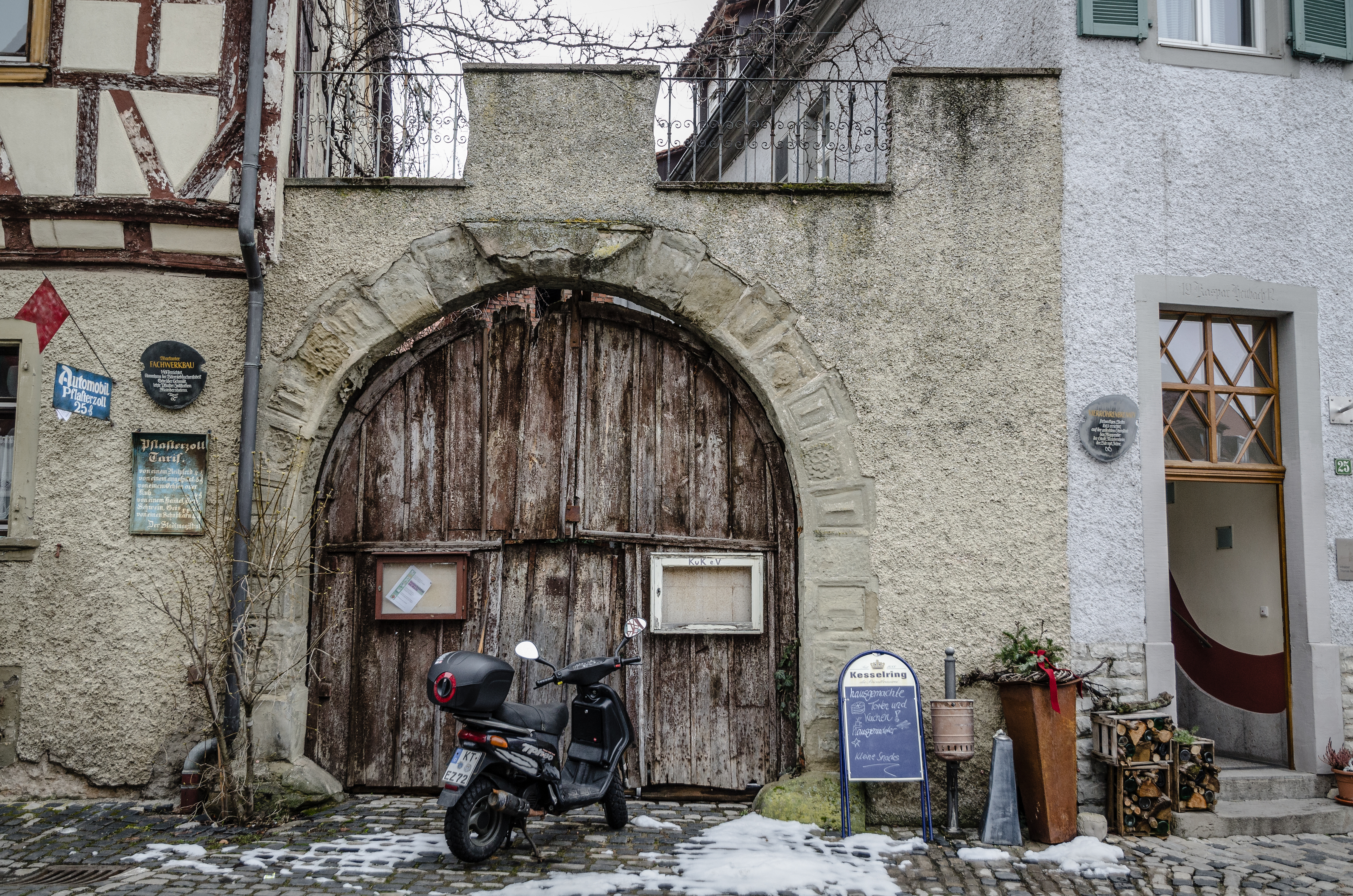
Die Hofeinfahrt neben dem Haus

Das Erdgeschoss des Hauptbaus entstammt dem 19. Jahrhundert, was durch die Fenstereinteilung verdeutlicht wird. Der Hauseingang wurde damals zentral angebracht und schließt mit einer zweiflügeligen Tür aus der ersten Hälfte des 19. Jahrhunderts. Darüber wurde ein schmales Oberlicht angebracht. Das Obergeschoss wird von freigelegtem Fachwerk dominiert und kragt in Richtung Herrnstraße etwa 25 cm nach vorne. Das Fachwerk wird von schlichtem Bundständern und Riegeln getragen, was auf eine früher vorhandene Putzschicht schließen lässt.
Die Hofeinfahrt wurde repräsentativ gestaltet und geht auf die Zeit um 1600 zurück. Dabei brachte man eine regelmäßige Folge von schmalen und breiten Steinen an, wobei die breiten Steine diamantiert wurden, die schmalen sind dagegen mit Rosetten belegt. Eine überregionale Besonderheit ist der Keller des Baus. Er liegt unter dem Nordwestteil des Vorderhauses und zieht sich bis unter den Anbaugiebel. Der Keller, der wohl bereits im Hochmittelalter entstand, ist tonnengewölbt. Ein Kellerhals im Hof bildet den Zugang.
Bei einem Umbau 1982 kamen größere Reste von farbigen Wandverputzen im Inneren zum Vorschein. Der Bau des 15. Jahrhunderts besaß Decken ohne Fehlböden, die mit farblichen Fassungen auf der Unterseite der Dielen verziert waren. So konnten mehrere Farbschichten übereinander ausgemacht werden, wobei die älteste wohl eine rote Farbschicht war. Ähnliche Farbspuren sind in Mainbernheim im Haus Berggasse 6 nachweisbar, das wohl aus einer ähnlichen Epoche stammt.